# Agapetus fuscipes
Agapetus fuscipes – gatunek owada z rzędu chruścików i rodziny osteńkowatych. Gatunek wód bieżących, sporadycznie występuje w jeziorach północnej Europy. Larwy budują domek z kamyczków i ziaren piasku, domek przypominający skorupę żółwia na stałe jest przytwierdzony do podłoża.
W Irlandii larwy łowiono w jeziorze mezotroficznym, liczniej w mezoeutroficznym i w oligotroficznym, wśród trzcin (O’Connor i Wise 1984). Larwy Agapetus sp. we Włoszech złowione były w jeziorze przepływowym (Moreltti et al. 1979). Na Wyspach Brytyjskich spotkane w jeziorze Windermere (Moon 1936). Limneksen występujący w czystych, zimnych jeziorach w najpłytszym litoralu.